# Pokémon Black 2 og White 2
Pokémon Black Version 2 (ポケットモンスター ブラック2 Poketto Monsutā Burakku Tsū) og Pokémon White Version 2 (ポケットモンスター ホワイト2 Poketto Monsutā Howaito Tsū) er rollespil udviklet af Game Freak, udgivet af The Pokémon Company, og distribueret af Nintendo til Nintendo DS. De er deden anden del i Pokemon-kerneseriens femte generation og er en direkte fortsættelse til Pokémon Black og Pokémon White. Spillene er de første efterfølgere i franchisens historie. De blev oprindeligt udgivet i Japan juni 2012 og resten af verden oktober samme år. Spillene blev først annonceret i et afsnit af det japanske TV-program Pokémon Smash! den 26. februar 2012 og blev følgende bekræftet af den officielle Pokémon hjemmeside. Spillene inkluderer de legendariske Pokémon identificeret af Junichi Masuda under navnene Black Kyurem og White Kyurem.
Det spekulerede "Pokémon Grey", baseret på tidligere tendenser i udgivelsen af kerneseriens titler, blev ikke lavet, da de stred imod tematiken om modsætninger, som fyldte meget i Black og White.